# غلام‌عباس جعفری
غلام عباس جعفری (زاده ۱۳۴۱ شهر مشهد، مرگ ۱۶ شهریور ۱۳۸۸) یک کوهنورد، نویسنده و عکاس ورزشی ایرانی بود که در رودخانه تریشولی نپال درگذشت.
تندیس یادبود عباس جعفری روز ۱۲ بهمن ۱۳۹۹ در منطقهٔ نمونه ملی گردشگری هفت حوض مشهد نصب و رونمایی شد. این مجسمه اثر عطا صحرایی هنرمند مجسمه‌ساز و توسط شهرداری مشهد ساخته شد.

## زندگی‌نامه
غلام عباس جعفری در ۱۳۴۱ در شهر مشهد به دنیا آمد، در ۱۳۵۶ گروهی را با نام کلوپ کوه‌نوردان آزاد مشهد سازمان، دهی کرد. وی پس از انقلاب ۱۳۵۷، با جمعی از دوستان، «گروه کوه‌نوردی آزاد مشهد» (که بعداً به «گروه کوه‌نوردی آزادگان مشهد» تغییر نام داد) را تأسیس کرد و بولتن «آزاد» (از شمارهٔ ۹ به بعد: «آزادکوه») را به‌عنوان نشریهٔ آن گروه (و بعداً، نشریهٔ خودش) منتشر ساخت. در میانه‌های دههٔ شصت به تهران رفت و شروع به همکاری با فدراسیون کوه‌نوردی ایران کرد. او تا ۱۳۷۴ در فدراسیون فعالیت داشت اما در همین سال از فدراسیون بیرون رفت.

## فعالیت‌ها
عباس جعفری مربی درجهٔ دو کوهنوردی بود و این مدرک را در سال ۱۳۶۷ دریافت کرد. او همواره فردی مبتکر بود و حتی در برگزاری کلاس‌های کوهنوردی هم ابتکار عمل از خود نشان می‌داد. به‌طور مثال برنامه‌هایی مثل نخستین «کنگرهٔ کوه‌نوردی کشور» در سال ۱۳۶۸، اردوی تمرین روش‌های صعود زمستانی در منطقه پسندکوه در زمستان ۱۳۷۲ و اردوی تمرین شیوه‌های سنگ‌نوردی در اخلمد خراسان مرداد ۱۳۷۳ نمونه‌هایی از فعالیت‌های مبتکرانهٔ او بود. عده‌ای از صاحب‌نظران معتقدند که کوهنوردی زنان در چارچوب رسمی فدراسیون و انجمن‌های دانشگاهی، تا حد زیادی با تلاش‌های عباس مخصوصاً پس از اردوی اخلمد شکل گرفت.
از دیگر فعالیت‌های او می‌توان به همکاری با فصل‌نامهٔ آزادکوه، خبرنامهٔ فدراسیون کوه‌نوردی و همکاری با نشریات همشهری، طبیعت‌گردی، شکار و طبیعت، قشم، شکار، سفر، ایران، و وبلاگ شخصی‌اش آزادکوه، اشاره کرد. از او، چند مقاله و عکس هم در نشریه‌های پر آوازه National Geographic, Climbing منتشر شده‌است.

## صعودها
عباس جعفری، بیشتر کوه‌های مهم ایران و چندین منطقهٔ کوهستانی خارج از کشور مانند قره‌قروم، هیمالیا، آلپ، پامیر و کلیمانجارو صعود داشته‌است.
- نخستین صعود زمستانی سوزنی بینالود (سرپرست)؛ ۱۳۶۴
- صعود زمستانی دیوارهٔ مُلکوه؛ ۱۳۶۵
- دومین صعود زمستانی «گردهٔ آلمانی‌ها»؛ ۱۳۶۷
- گشایش مسیر روی دیوارهٔ شمالی آزادکوه (با محمدتقی بهره‌ور)؛ خرداد ۱۳۷۰
- صعود تکی یکی از دهلیزهای صعود نشده و دشوار درهٔ یخار دماوند؛ مهر ۱۳۷۱
- صعود قله لیلا، ایگر پیک، بالتی پیک (در دورهٔ آموزش هیمالیانوردی توسط UIAA)؛ ۱۳۷۲
- صعود قلهٔ ۷۴۹۵ متری کمونیسم (سرپرست تیم ملی)؛ ۱۳۷۴
- صعود قلهٔ آکونکاگوا (۶۹۶۲ متر، بلندترین قلهٔ قارهٔ آمریکا)؛ ۱۳۷۹

## زندگی شخصی
عباس جعفری، در اوایل جوانی ازدواج کرد و چند سال با همسر اول خود زندگی کرد. اما این ازدواج به جدایی انجامید و او بیش از ده سال تنها زندگی کرد. برای بار دوم، در سال ۱۳۸۴ با فرخنده صادق (یکی از دو زن ایرانی که در سال ۸۴ برای نخستین بار به اورست صعود کردند) ازدواج کرد. عباس فرزند نداشت.

## مرگ
در روز ۱۶ شهریور ۱۳۸۸، به‌دلیل واژگون شدن قایق‌اش در رودخانهٔ تریشولی در نپال، ناپدید شد و هیچ‌گاه نشانی از او یافت نشد. همسرش فرخنده صادق همراه او بود.
صد و شصت و هفتمین شب از شبهای مجله بخارا به عباس جعفری اختصاص یافته بود که عصر یکشنبه ۱۶ شهریور ۱۳۹۳ با همکاری بنیاد ملت، انجمن کوهنوردان ایران، انجمن غار و غارشناسی ایرانیان و گروه‌های تور نوبل و پاسارگاد در بنیاد موقوفات محمود افشار، ساختمان کانون زبان فارسی برگزار شد.